# Le Coteau
Le Coteau är en kommun i departementet Loire i regionen Auvergne-Rhône-Alpes i centrala Frankrike. Kommunen ligger i kantonen Perreux som tillhör arrondissementet Roanne. År 2022 hade Le Coteau 6 893 invånare.

## Befolkningsutveckling
Antalet invånare i kommunen Le Coteau
| Referens: INSEE |